# Robert Pierrestiger
Robert Pierrestiger, sculpteur. né 24 février 1926 à Paris, dans le  10e arrondissement, et mort le 16 novembre 2013 à Coublevie,,.

## Biographie
Robert Pierrestiger est né à Paris le 24 février 1926 dans le 10e arrondissement où il vit jusqu'à l'adolescence. Durant la seconde guerre mondiale, à l'âge de 14 ans, il est envoyé en Auvergne où il est employé comme garçon de ferme. À 17 ans, après s’être engagé dans la Résistance,, il rejoint à pied le monastère de la Grande Chartreuse. Il y restera neuf ans, avant de prendre le chemin de l’usine. En 1968, les Chartreux l'envoient aux États-Unis dans le Vermont pour y concevoir les plans intérieurs et le mobilier de leur unique monastère sur le continent Nord américain. S’il doit quitter l’ordre pour des raisons de santé, Robert Pierrestiger a toujours gardé un contact étroit avec les Chartreux. « Les Pères m’ont tout appris. À prier, à me cultiver, à travailler de mes mains… Je leur dois tout. », aimait-il répéter. Il leur doit ses premières commandes de sculptures – ses vierges ornent des églises et maîtres-autels. 
Revenu en France, affirmant sa vocation, Robert Pierrestiger devient sculpteur. Il n’arrêtera pas de tailler la pierre, créant des œuvres d’une grande sensualité. Il s'installe à Gillonnay dans la Bièvre où il travaille plus de vingt ans. Il participe à de nombreux symposiums de sculpture et expose son travail tant en France qu’en Algérie, au Liban, Chine, Maroc, Égypte, Burkina Faso, Espagne ou Taïwan.

## Œuvres

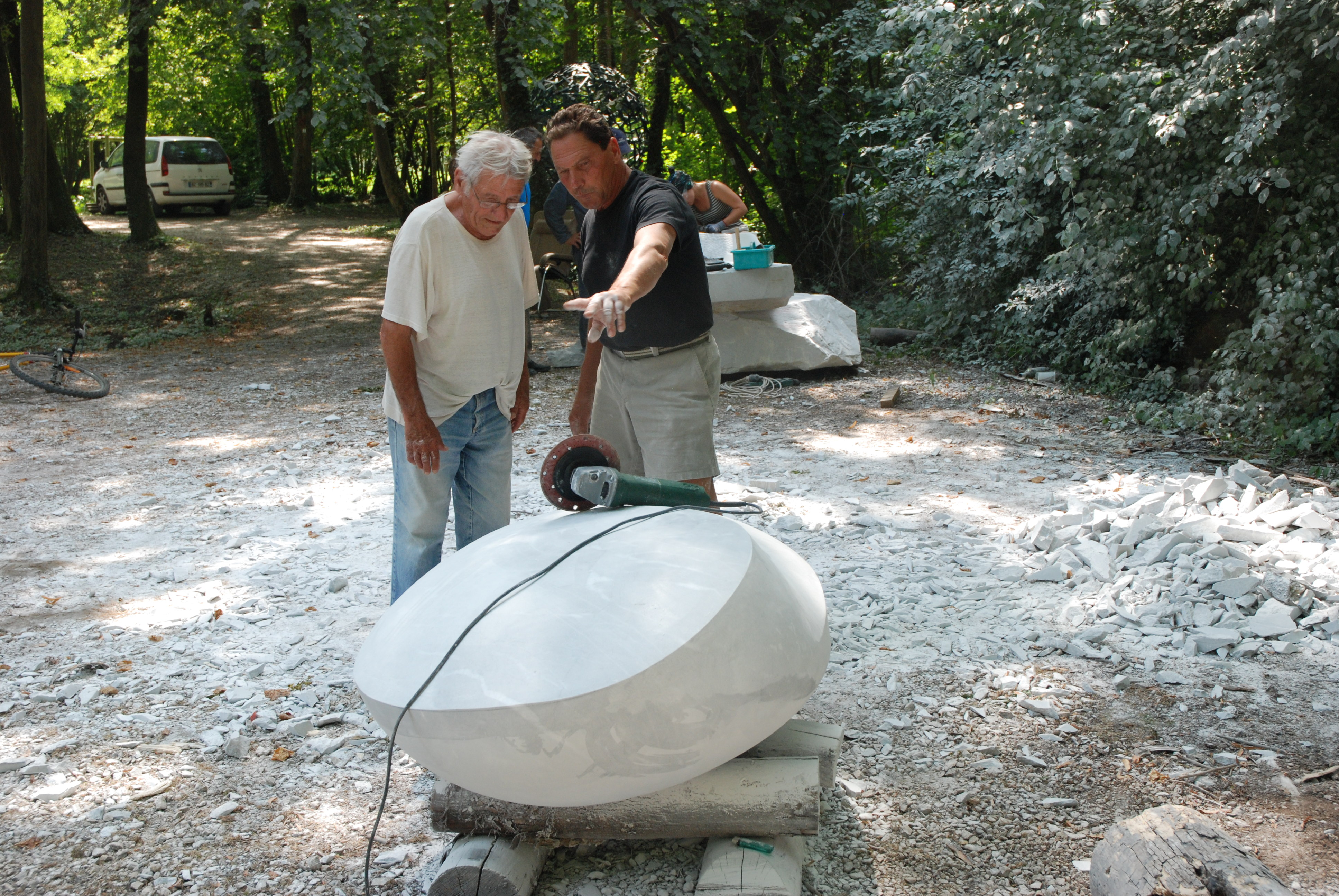
Robert Pierrestiger (à gauche) termine le polissage de son dernier "caillou" avec l'aide de Raymond Jaquier lors du Symposium de Saint-Jean de Chépy (juillet-août 2012)

### Œuvres monumentales
- 2011 : Cité scolaire du Vercors à Villard-de-Lans
- 2006 : Commune de Gillonnay
- 2005 : Shanghai Culture Park (Chine)
- 2001-2002 : Commande de dix sculptures monumentales à Guilin (Chine) et Taïpei (Taïwan)
- 1997 : Mémorial Michel Pinel, Servant
- 1989 : Cité scolaire de Pont-de-Cheruy
- 1987 : Collège de Saint-Marcellin
- 1985 : Cité scolaire de la Côte Saint André
- 1982 : Hôtel des impôts d’Ermont
- 1981 : Hôtel des Impôts de Denain
- 1980 : Collège de Seynod
- 1979 : Collège d’Albertville
- 1977 : Hôtel des Impôts de Chalon sur Saône
- 1976 : Collège de Saint-Martin Le Vinoux
- 1975 : Collège de Corenc
- 1975 : Groupe scolaire Échirolles
- 1973 : Lycée technique de Tlemcen (Algérie)
- 1972 : HLM à Échirolles
- 1971 : Collège de Saint-Priest[7]

### Musées et collections
- Hualien County Stone Sculpture Museum (Taiwan)[8]
- Centre national des arts plastiques[9]
- Nécropole nationale de Vassieux-en-Vercors[5].

### Principaux symposiums
- 2012 : Symposium de Saint Jean de Chepy, Tullins[10]
- 2007 : Symposium de Hualien (Taïwan)
- 2006 : Symposium de Kaoshuing (Taïwan)
- 2004 : Symposium de Yuzi Paradise (Guilin, Chine)
- 2004 : Symposium de Santa Maria de Leuca (Lecce, Italie)[11]
- 2003 : Symposium de Laongo (Burkina Faso)
- 2001 : Symposium de Hualien (Taïwan)
- 2001 : Symposium de Tanger (Maroc)
- 2000 : Symposium de Guilin (Chine)
- 2000 : Symposium de Rachana (Liban)[12]
- 1999 : Symposium de La Norma (France)
- 1997 : Symposium de sculpture international d’Assouan (Égypte)

### Expositions
- 2009 : Festival d’art contemporain, La Côte-Saint-André
- 2009 : Surfaces sensibles, Le Belvédère, Saint Martin d’Uriage
- 2003 : Exposition personnelle, Galerie la Resserre, Grenoble
- 1998 : Évêché de Grenoble
- 1992 : Exposition internationale de sculpture au Château Royal de Collioure
- 1992 : Exposition européenne « L’Art en la Matière » à la Côte-Saint-André
- 1989 : Exposition à Barcelone (Espagne)
- 1988 : Exposition au Prieuré de Chirens
- 1984 : Exposition à l’aéroport de Paris-Orly
- 1982 : Salon des réalités nouvelles
- 1990 : Participe comme assistant de Léonardo Delfino à la réalisation de la Place Nationale à Paris
- 1978 : Concours international des Glières